# (268669) Bunun
(268669) Bunun est un astéroïde de la ceinture principale.

## Description
(268669) Bunun est un astéroïde de la ceinture principale d'astéroïdes. Il fut découvert le 18 mars 2006 à l'Observatoire de Lulin par Ting Chang Yang et Ye Quan-Zhi. Il présente une orbite caractérisée par un demi-grand axe de 3,02 UA, une excentricité de 0,19 et une inclinaison de 10,5° par rapport à l'écliptique.

## Compléments